# Número de Eckert
El número de Eckert (Ec) es un número adimensional utilizado en mecánica de fluidos y en el estudio de la transferencia de calor por convección. Expresa la relación entre la energía cinética de un fluido y la diferencia de entalpía en la capa límite térmica, siendo especialmente relevante en flujos con elevadas velocidades donde la disipación viscosa es importante.

## Etimología
Su nombre es en honor del profesor Ernst R. G. Eckert.

## Descripción
Se define como:
{\displaystyle \mathrm {Ec} ={\frac {\mbox{Energía Cinética}}{\mbox{Entalpía}}}}
{\displaystyle \mathrm {Ec} ={\frac {m\ u^{2}}{m\ c_{p}\ \Delta T}}}
| Símbolo                       | Nombre                                                          | Unidad     |
| ----------------------------- | --------------------------------------------------------------- | ---------- |
| {\displaystyle \mathrm {Ec} } | Número de Eckert                                                |            |
| {\displaystyle u}             | Velocidad característica del fluido                             | m / s      |
| {\displaystyle c_{p}}         | Capacidad calorífica específica a presión constante del fluido  | J / (kg K) |
| {\displaystyle \Delta T}      | Diferencia de temperaturas del fluido en la capa límite térmica | K          |